# Prieuré de Burwell
Le prieuré de Burwell était un prieuré situé dans le village de Burwell, dans le Lincolnshire, en Angleterre.

## Histoire
Le prieuré fut construit pour des moines de l'Ordre de Saint-Benoît, aux alentours de 1110 par Angot de Burwell, qui adressa sa charte à Robert, Évêque de Lincoln (1094-1123) ,,.
L'abbaye mère du prieuré était l'Abbaye de La Sauve-Majeure, en Aquitaine, qui à l'époque était gouvernée par les rois d'Angleterre. Au retour d'un pèlerinage à Saint-Jacques de Compostelle, Angot de Burwell fut hébergé à la Sauve-Majeure; il fut si touché par la charité et la bonté des moines qu'il leur exprima sa reconnaissance en leur faisant don du prieuré de Burwell et de ses dépendances. Une bulle du Pape Lucius III confirme les possessions du prieuré de Burwell, ce qui indique que les moines avaient besoin d'être fortifiés dans leurs droits de propriété. Quand l'Angleterre et la France sont entrées en guerre, le prieuré fut menacé et a été saisi, en 1337, et de nouveau en 1342, mais restitué lorsque le prieuré jura allégeance au Roi. Cependant, en 1386, le prieuré a de nouveau été saisi; la fin de la guerre signifiait qu'il était considéré comme un prieuré étranger. À la mort du prieur Pierre de Monte Ardito en 1427, le prieuré se trouvait dans un état désastreux, il a été détruit et ses terres furent léguées à l'ordre de Tattershall.
Ensuite, les terres ont été attribuées à Charles Brandon, 1er Duc de Suffolk.

## Les prieurs de Burwell
Cette liste est adaptée de l'histoire du comté de Victoria, il y est référencé.
- Gilbert, présent avant 1150
- Adam, au XIIIe siècle
- Amfred, décédé en 1293
- Peter Pelata, investi en 1293, mort en 1314
- Jean de Louth, de 1314 à 1317
- Hugh de Vallibus, investi 1317
- John de Ponte, investi en 1324, et décédé en 1344
- William Arnold de Calhavet, investi en 1344
- Pierre de Monte Ardito, investi en 1403, mort en 1418
- Hugues de Lespurassa, investi en 1418
- Pierre de Monte Ardito de Acquietan, mort en 1427